# North Farquhar
North Farquhar oder Île du Nord (North Island) ist eine Insel der Seychellen im Farquhar-Atoll in den Outer Islands.

## Geographie
Die Insel liegt an der Nordostecke des Farquhar-Atolls, nördlich der Manaha-Inseln. Die Insel folgt einer spitzen Kurve des Riffsaums von Süden nach Nordwesten. Zur Lagune nach Westen hin erstreckt sich die Grand Anse. Der Ort Farquhar liegt auf der Westspitze der Insel. Mit Abmessungen von 5000 × 600 m hat das Motu eine Fläche von ca. 354,4 ha.
Im Norden der Insel liegt ein kleines Flugfeld (FSFA).